# オオウロコフウチョウ
オオウロコフウチョウ（学名：Lophorina magnifica）は、スズメ目フウチョウ科の鳥類。

## 分布
ニューギニア島低地、オーストラリア北東部（ヨーク岬半島）。オーストラリアで見られる3種のフウロチョウの仲間の1種である。分布域内では熱帯雨林に生息している。

## 形態
全長28-33cm。オスの頭部から背面、尾羽にかけては光沢のある黒色、胸は光沢のある青色から緑色で、見る方向、光の方向により色あいは微妙に変化する。腹部は濃褐色で、腹部と胸部の境界は黒色の帯がある。